# Hoja de tripa
La hoja de tripa (En inglés: Goldbeater's skin; en francés: Baudruche), también conocida como hoja de baudruche, es una lámina producida a partir del intestino de un animal, generalmente el ganado vacuno. Actualmente es usado para sellar las cañas del oboe y para la producción de pan de oro.

## Preparación
Para fabricar la hoja de tripa, el intestino del animal se sumerge en una solución diluida de hidróxido de potasio, se lava, se estira, se aplana y se afina y se trata químicamente para evitar la putrefacción. Un paquete de 1.000 piezas de hoja de tripa requiere la tripa de unos 400 bueyes y el legajo de las hojas tiene 1 pulgada (2,5 cm) de espesor.[cita requerida]
Con esta hoja, se puede realizar pan de oro. Esto se debe a que la hoja de tripa es fina y elástica y no se rasga ante los golpes constantes que recibe el oro en el proceso. El proceso es el siguiente. Se coloca un trozo de oro, y encima una lámina de la hoja. Y es golpeado sucesivamente hasta alcanzar el grosor requerido, que puede llegar a ser de 1 μm. Se puede golpear hasta 120 hojas de oro al mismo tiempo. [cita requerida]

## Aplicaciones
- La hoja de tripa es utilizada como "elemento sensible" en los higrómetros, ya que su comportamiento higroscópico incluye la contracción o expansión en respuesta a la humedad atmosférica.[cita requerida]

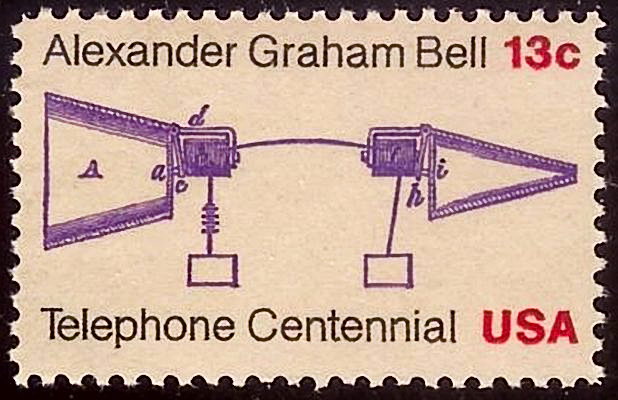
Sello postal que reproduce el esquema del teléfono que está en la patente del teléfono. La membrana fue echa de hoja de tripa.

- Sello postal que reproduce el esquema del teléfono que está en la patente del teléfono. La membrana fue echa de hoja de tripa.Durante la invención del teléfono, el 1 de julio de 1875, Alexander Graham Bell instruyó a Watson para que construyera un receptor. El receptor construido era una especie de tambor. Su membrana era una hoja de tripa estirada y colocada en un armazón de hierro. En el centro de la cara contraria a la membrana había sido colocado un electroimán. Construyó dos, uno como transmisor, y otro como receptor. Conectó ambos electroimanes. El experimento resultó exitoso.[3][4]

- En 1754, el sacerdote del Vaticano Antonio Piaggio usó la hoja de tripa en uno de los primeros intentos de desenrollar y leer los papiros de Herculano, textos griegos antiguos enterrados y endurecidos en grumos carbonizados por la erupción del Monte Vesubio en el año 79 d. C.[5]
- La Confederación de Alemania del Norte imprimió sellos postales de 10 y 30 groschen en una hoja de tripa para evitar la reutilización de estos sellos de alto valor.[cita requerida]
- Joseph Thomas Clover inventó un aparato para medir la inhalación de cloroformo en 1862; parte del aparato era una gran bolsa de depósito, forrada con hoja de tripa para que fuera hermética, en la que inyectaba un volumen conocido de cloroformo líquido, mientras controlaba la contracción o expansión.[6]
- Debido a su transparencia, resistencia y espesor bastante uniforme, la hoja de tripa es usada para reparar agujeros y rasgaduras en manuscritos escritos en vitela.[cita requerida]
- Se utilizaron grandes cantidades de hoja de tripa para fabricar las bolsas de gas de los primeros globos creados por los Royal Engineers en Chatham, Kent a partir de 1881–82 y consiguieron implementarlos en 1883 en el globo The Heron, que tenía 10,000 pies cúbicos de capacidad. El método de preparación y realización de juntas herméticas sólo lo conocía una familia alsaciana llamada Weinling, que trabajaba para la Royal Engineers durante muchos años. Los británicos tuvieron el monopolio de la técnica hasta alrededor de 1912, cuando los alemanes adoptaron el material para las bolsas de gas internas de los dirigibles rígidos "zeppelin", y agotaron el suministro de hojas de tripa: se utilizaron unas 200.000 hojas para un zepelín típico de la Primera Guerra Mundial, mientras que el USS Shenandoah (ZR-1) se necesitaban 750.000 hojas.[7] Las hojas de tripa eran unidas y dobladas en capas impermeables.[7] Actualmente, las bolsas de gas son fabricadas con Nylon o PVC, materiales herméticos y más duraderos.[8]
- La hoja de tripa (a veces llamado: fish skin[9]) es usada para sellar las cañas del oboe (una lengüeta doble (en)) para evitar que pierdan aire.[2]
- La prueba de la hoja de tripa para la detección de taninos se utiliza para evaluar la presencia de taninos en un compuesto.[cita requerida]
- En los siglos XVIII y XIX, la hoja de tripa era usado como material para los preservativos.[10]